# Gabriela Górzyńska
Gabriela Górzyńska (27 februari 1956) is een voormalige Poolse langeafstandsloopster, die gespecialiseerd was in de marathon. Ze werd Pools kampioene op diverse lange afstanden.

## Loopbaan
Op 6 mei 1984 werd Górzyńska tweede bij de marathon van Dębno. Aangezien ze als eerste Poolse over de finish kwam, veroverde ze hiermee de nationale titel. Haar tijd van 2:39.21 werd alleen onderboden door de Slowaakse Lyudmila Melicherova, die de wedstrijd won in 2:36.31.
In Nederland genoot ze met name bekendheid vanwege haar overwinning bij de marathon van Amsterdam. Op 7 mei 1989 kwam ze als eerste vrouw over de finish in een tijd van 2:47.16.
Górzyńska was in haar actieve tijd aangesloten bij Zawisza Bydgoszcz.

## Titels
- Pools kampioene 20 km - 1984, 1985, 1989
- Pools kampioene marathon - 1984

## Persoonlijk record
| Onderdeel | Prestatie | Datum        | Plaats |
| --------- | --------- | ------------ | ------ |
| marathon  | 2:33.24   | 6 april 1986 | Dębno  |

## Palmares

### 10 km
- 1983: ?e 10 km van San Diego - 35.00

### 15 km
- 1987: 13e 15 km van Monte Carlo - 53.58

### 20 km
- 1984:  Poolse kampioenschappen - 1:11.34
- 1985:  Poolse kampioenschappen - 1:11.22
- 1989:  Poolse kampioenschappen - 1:12.22

### marathon
- 1984:  Poolse kampioenschappen in Dębno - 2:39.21 (2e overall)
- 1985: 16e marathon van Nagoya - 2:48.46
- 1985: 5e marathon van Berlijn - 2:38.13
- 1986: 5e marathon van Nagoya - 2:42.06
- 1986:  marathon van Dębno - 2:33.24
- 1986: DNF EK in Stuttgart
- 1987: 7e marathon van Berlijn - 2:38.17
- 1988: 8e marathon van Berlijn - 2:36.58
- 1989:  marathon van Amsterdam - 2:47.16
- 1989: 14e marathon van Berlijn - 2:38.34